# Colletes eous
Colletes eous là một loài Hymenoptera trong họ Colletidae. Loài này được Morice mô tả khoa học năm 1904.